# San Antonio de la Cruz
San Antonio de la Cruz es un distrito del municipio de Chalatenango Sur en el Departamento de Chalatenango, en la República de El Salvador. Se localiza en la desembocadura del río Sumpul en el embalse de la "Presa 5 de Noviembre". Limita al norte con Nueva Trinidad y Las Flores, al sur con "Desembocadura embalse río Lempa y desembocadura embalse río Sumpul Presa 5 de Noviembre", al este con Nombre de Jesús y Arcatao, al oeste con Cancasque y San Isidro Labrador.
Se sitúa a una distancia de 24 km al este de Chalatenango y a 99.00 km al noreste de San Salvador.
Elevación: 207 m s. n. m. (sobre el nivel del mar).
| Censo | Población | Cambio | Porcentaje |
| ----- | --------- | ------ | ---------- |
| 2007  | 1 854     | N/D    | N/D        |
| 2024  | 1 747     | -107   | -5.8%      |

## Clima
Su clima es mayormente cálido durante la mayor parte del año, debido a su localización geográfica.

## Coordenadas
14° 00' 50.18" Norte
88° 47' 26.66" Oeste

## Población
Según el Censo de Población y Vivienda de 2024, el distrito contaba con 1.747 habitantes, de los cuales 836 eran hombres y 911 eran mujeres, dando asi una densidad poblacional de 69.74 habitantes por kilómetro cuadrado.

## Historia
El 18 de febrero de 1841 las Aldeas: Llano Malo, Hoja de Sal y Manaquil, formaron un cantón electoral.
El 14 de febrero de 1855 la Aldea Llano Malo, pasó a la jurisdicción de Chalatenango.
El 21 de octubre de 1871, esta Aldea se erigió pueblo con el nombre de: San Antonio de la Cruz.
Los valles de Junquillo y San Cristóbal fueron segregados de los pueblos de Guancora y Cancasque y fueron agregados a la jurisdicción de San Antonio de la Cruz por decreto legislativo en el 25 de enero de 1878; el decreto fue sancionado por el presidente Rafael Zaldívar en el 29 de enero.
Para el informe de la gobernación política del departamento de Chalatenango del 15 de octubre de 1887, en San Antonio de la Cruz se había construido una casa de escuela y se habían hecho reparos a la casa cabildo.

## Proyectos
En un futuro cercano, San Antonio de la Cruz contará con el paso de la nueva Carretera (3E) Longitudinal Norte, la cual unirá varias poblaciones de la zona norte del País.